# Рождество Богородично (Бучин)
„Рождество на Пресвета Богородица“ (на македонска литературна норма: „Рождество на Пресвета Богородица“) е възрожденска православна църква в прилепското село Бучин, югозападната част на Северна Македония. Част е от Крушевско-Демирхисарската епархия на Македонската православна църква – Охридска архиепископия. Църквата е построена в края на XIX век. В 1876 година по живописта и иконостаса в църквата работят видните крушевски майстори Анастас Зограф и Николай Михайлов.